# Wajir
Wajir ist die Hauptstadt des gleichnamigen Countys in Kenia mit rund 33.000 Einwohnern.
Heute leben in Wajir vor allem Somali von den Clans der Ajuran, der Degodia- und Ogadeni-Darod.
Neben verschiedenen Schulen verfügt Wajir über das Wajir District Hospital, Restaurants, Hotels, einen Busbahnhof und ein Waisenhaus. Die muslimische Mehrheit der Bevölkerung verfügt über eine Moschee und eine Koranschule. Die römisch-katholische Bevölkerung gehört zum Bistum Garissa. Die Consolata-Missionare errichteten einen Stützpunkt ihres Ordens in Wajir.
Von der Hungerkrise am Horn von Afrika 2006 war Wajir in besonderem Maße betroffen, nachdem es neben der insgesamt schlechten Ernährungssituation noch zu einem Ausbruch von Diarrhoen und Masern kam. Im gleichen Jahr besuchte der spätere US-Präsident Barack Obama die Region.
Die Internationale Astronomische Union benannte einen Marskrater nach Wajir.

## Söhne und Töchter der Stadt
- Dekha Ibrahim Abdi (1964–2011), Friedensaktivistin